# ياسبر كرستينسين
ياسبر كرستينسين (بالدنماركية: Jesper Christiansen)‏ (18 يونيو 1980 بأودنسه في الدنمارك - ) هو لاعب كرة قدم دانمركي في مركز الهجوم. لعب مع دونفرملين أثلتيك ونادي أودنسه ونادي راندرس ونادي كيدرمينستر هاريرز لكرة القدم وFC Fredericia ‏ وKolding FC ‏ وSfB-Oure FA ‏.

## وصلات خارجية
- ياسبر كرستينسين على موقع قاعدة بيانات كرة القدم.إي يو (الإنجليزية)
- ياسبر كرستينسين على موقع Soccerway.com (الإنجليزية)